# 斯維亞捷 (茲多爾布尼夫區)
50°18′55″N 26°7′27″E / 50.31528°N 26.12417°E
斯維亞捷（烏克蘭語：Святе），是烏克蘭西北部的村莊，隸屬里夫內州的里夫內區。該村始建於1630年，面積13.7平方公里，海拔高度234米，2001年人口56，人口密度每平方公里13.7人。